# Sylvanus Dryden Phelps
Sylvanus Dryden Phelps, född 15 maj 1816 i Suffield, Connecticut, död 23 november 1895 i New Haven, Connecticut, teologie doktor, var en amerikansk baptistpastor och författare.

## Sånger
- Du som av kärlek varm originalet diktat 1862 och översatt av Erik Nyström 1893. Den fjärde versen, "Allt vad jag är och har", som finns i flera snarlika versioner publicerad, som hel psalm i andra psalmböcker. Finns på Wikisource.